# Arheološko nalazište sjeverozapadni bastion tvrđave Gripe
Ostaci Sjeverozapadnog bastiona tvrđave Gripe u Splitu otkriveni su u rujnu 2019., tijekom provedbe zaštitnih arheoloških istraživanja. Ovaj je bastion izgrađen prema del Campovom projektu tijekom četvrte faze izgradnje utvrde između 1661. i 1663. godine, a srušen je radi obrambeno – taktičkih razloga prema nalogu de Spara krajem 1663. godine. Takva dvojbena odluka o rušenju naišla je na brojne kritike i primjedbe da je tvrđava sada jača prema gradu nego prema okolini. Naime, visina bastiona prema sjeverozapadu je bila izuzetno visoka, a dno bastiona nalazilo se na velikoj strmini te se teško moglo braniti od napada, stoga su opravdane kritike, a i odluka o rušenju. Arheološkim istraživanjima otkriveni su ostatci zapadnog i sjevernog zida bastiona. Unutrašnjost bastiona nije istražena.

## Zaštita
Pod oznakom P-6306 zaveden je pod vrstom "arheologija", pravna statusa preventivna zaštićena kulturnog dobra, klasificirano kao "kopnena arheološka zona/nalazište".